# Психологічне моделювання
Психологі́чне моделюва́ння — створення формальної моделі психічного або соціально-психологічного процесу, тобто формалізованої абстракції цього процесу, відтворюючої його деякі основні, ключові, на думку цього дослідника, моменти з метою його експериментального вивчення або з метою екстраполяції відомостей про нього на те, що дослідник вважає окремими випадками цього процесу.
На початку XX століття в психології широко використовували моделі «гідравлічного типу», засновані на принципі компенсації — «в одному місці поменшало, в іншому додалося» (на цьому ж застарілому принципі заснована так звана Модель А, яку використовують у соціоніці). Подібного роду моделі досі використовують у популярній психології (наприклад, модель трьох станів Его, яку запропонував Е. Берн).
У психології все частіше використовують моделі, основані на ймовірнісно-статистичній оцінці явищ і алгоритмічному підході.